# Power, Corruption & Lies
Power, Corruption & Lies (deutsch: Macht, Verderbnis & Lügen) ist das zweite Studioalbum der englischen Band New Order. Es wurde im Mai 1983 bei Factory Records unter der Label-Nummer „FACT 75“ veröffentlicht. Das Album wurde in die Top 100 des Rolling Stone Magazine aufgenommen und bei Pitchfork Media gelistet.

## Stil
Das Album zeichnet sich durch eine Zuwendung der Band zu Synthesizer-Arrangements aus und distanziert sich damit deutlich, auch durch die nunmehr hellere Gesangsstimme von Bernard Sumner, zum Vorgänger-Album, der Erstveröffentlichung Movement, welches noch eine musikalische Reminiszenz an Joy Division war.

## Cover

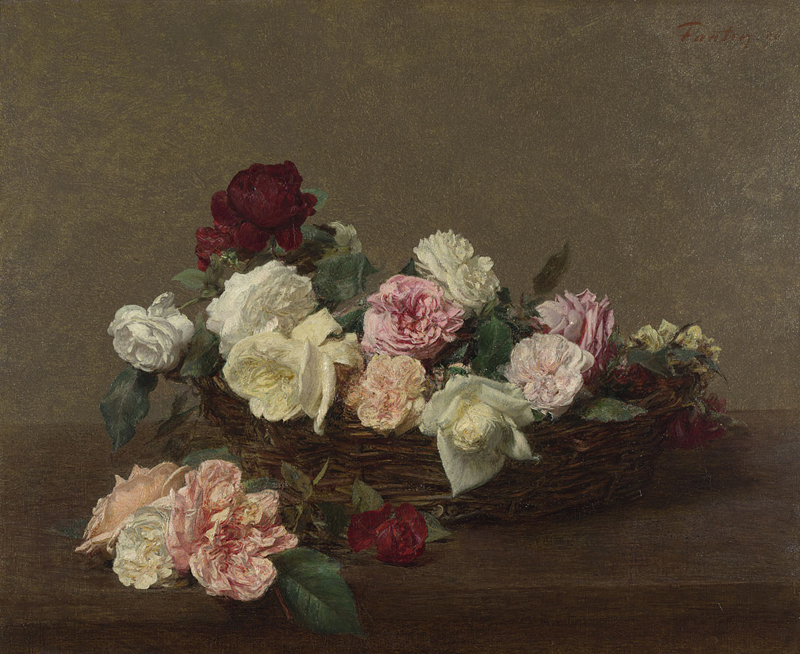
Fantin-Latour: Ein Korb mit Rosen, 1890

Der Titel des Albums wurde von Bernard Sumner gewählt. Das Cover zeigt das Gemälde Ein Korb mit Rosen des französischen Malers Henri Fantin-Latour, das an der Seite mit einem farbigen Code, in Anlehnung an die Single Blue Monday, versehen ist. Für die Cover-Gestaltung war, wie zuvor schon bei Joy Division, der Designer Peter Saville verantwortlich, der hierzu einfach eine Postkarte des Malers aus dem Museum verwendete.

## Titelliste
1. Age Of Consent – 5:16
2. We All Stand – 5:14
3. The Village – 4:37
4. 5 8 6 – 7:31
5. Your Silent Face – 6:00
6. Ultraviolence – 4:52
7. Ecstasy – 4:25
8. Leave Me Alone – 4:40